# Großsteingräber bei Lehmke
Die Großsteingräber bei Lehmke waren mehrere megalithische Grabanlagen unbekannter Zahl der jungsteinzeitlichen Trichterbecherkultur bei  Lehmke, einem Ortsteil von Wrestedt im Landkreis Uelzen (Niedersachsen). Die meisten Gräber wurden im 19. Jahrhundert zerstört. Nur eines existierte noch bis ins 20. Jahrhundert. Es trägt die Sprockhoff-Nummer 798. 1971 wurde die Anlage durch den Bauern, auf dessen Land sie sich befand, zerstört. 1975 erfolgte unter Verwendung der Originalsteine ein Wiederaufbau des Grabes im Museumsdorf Hösseringen. Die Existenz eines zweiten Grabes ist durch eine Signatur auf einem Messtischblatt überliefert. Zahlreiche weitere Anlagen wurden in den 1840er Jahren durch Georg Otto Carl von Estorff dokumentiert, aber bis auf eines nicht näher beschrieben.

## Lage

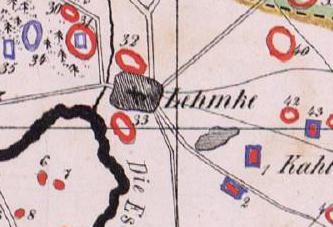
Lage der Gräber nach von Estorff (östlich Nr. 1, 2 und 43, westlich Nr. 31, 34 und 35; Grab 2 fehlt)

Grab 1 befand sich knapp 1 km östlich von Lehmke und 200 m südlich der Straße nach Kahlstorf. Grab 2 lag 400 m nordwestlich hiervon am nördlichen Straßenrand. Von Estorff verzeichnete östlich von Lehmke drei Gräber: eines (hier als Grab 3 geführt) befand sich zwischen Lehmke und Kahlstorf, etwas näher an letzterem Ort, nördlich der Straße, südwestlich hiervon verzeichnete er Grab 1, das dritte lag weiter südwestlich, südlich des Weges nach Groß Pretzier. Grab 2 wurde von ihm noch nicht erwähnt (es sei den es läge eine falsche Lokalisierung des Grabes nördlich der Straße nach Kahlstorf vor). Weitere Gräber erwähnt von Estorff nordwestlich von Lehmke. Dem Ort am nächsten war eine Gruppe von mehreren Großsteingräbern, Grabhügeln und Urnengräbern; eines der Großsteingräber wurde im Volksmund Gottes Backofen genannt. Westlich folgte eine Gruppe weiterer Großsteingräber und noch ein Stück westlich ein einzelnes Großsteingrab.
In der näheren Umgebung gab es ursprünglich zahlreiche weitere Großsteingräber: Östlich von Lehmke lagen die vier Großsteingräber bei Kahlstorf, von denen heute nur noch zwei existieren. Nördlich lagen die im 19. Jahrhundert zerstörten Großsteingräber bei Hanstedt II und südwestlich lag das ebenfalls im 19. Jahrhundert zerstörte Großsteingrab Esterholz.

## Beschreibung

### Das umgesetzte Grab 1
Das Grab besaß eine etwa nord-südlich orientierte Grabkammer mit einer Länge von 3,6 m und einer Breite von 2 m. Bei drei Begehungen des ursprünglichen Standorts 1914, 1927 und 1969 konnte festgestellt werden, dass von den insgesamt acht Wandsteinen drei an der westlichen Langseite, zwei an der östlichen Langseite und der Abschlussstein an der nördlichen Schmalseite noch in situ standen. Der südliche Abschlussstein und der südliche Wandstein der östlichen Langseite waren ein Stück verschleppt. Von den drei Decksteinen lag der nördliche noch auf den Wandsteinen auf, war allerdings etwas verrutscht. Seine Oberfläche weist mehrere Schälchen auf. Vom mittleren Deckstein ist nur noch ein Bruchstück erhalten, der südliche war ins Innere der Kammer gestürzt. Die Kammer ist als Großdolmen anzusprechen.
Bei der Rekonstruktion des Grabes wurden die Wandsteine wieder weitgehend in ihre originale Stellung zueinander gebracht und die beiden äußeren Decksteine wieder auf die Wandsteine aufgelegt. Der nur bruchstückhaft erhaltene mittlere Deckstein liegt nun im Inneren der Kammer.

### Das zerstörte Grab 2
Von Grab 2 waren bei den drei Begehungen des Standorts nur noch mehrere, zum größten Teil gesprengte Granitblöcke erhalten, die keine Rückschlüsse auf das ursprüngliche Aussehen der Anlage zuließen. Sie scheinen später entfernt worden zu sein.

### Das zerstörte Grab 3

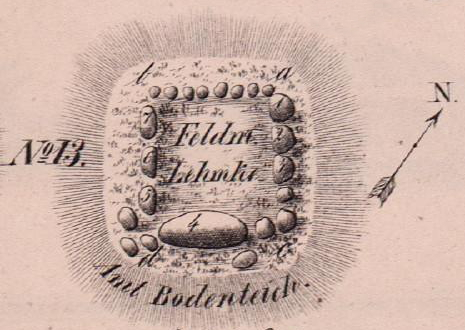
Ansicht von Grab 3 nach von Estorff

Das Grab zwischen Lehmke und Kahlstorf besaß ein nordwest-südöstlich orientiertes Hünenbett mit einer Länge von 9 Schritt (ca. 7 m) und einer Breite von 6 Schritt (ca. 4,7 m). Es lag auf einem künstlichen Hügel und besaß 22 Umfassungssteine. Eine Grabkammer war nicht zu erkennen, dürfte aber vorhanden gewesen sein, da die Anlage für ein kammerloses Hünenbett ungewöhnlich klein gewesen wäre.

### Die restlichen zerstörten Gräber
Über die restlichen Gräber liegen keine näheren Angaben vor. Bei von Estdorffs Aufnahme war nur noch das Grab am Weg nach Groß Pretzier erhalten. Es besaß laut Kartensignatur ein rechteckiges Hünenbett. Über Ausrichtung, Maße und Grabtyp liegen keine Informationen vor. Die nordwestlich von Lehmke gelegenen Gräber fand von Estorff nicht mehr vollständig vor. Laut Kartensignaturen scheinen zumindest eines in der östlichen Gruppe (wohl das als Gottes Backofen bezeichnete) und das einzelne westliche Grab ein rechteckiges Hünenbett besessen zu haben.